# Syndrome thoracique aigu
Le syndrome thoracique aigu est une pathologie pulmonaire spécifique de la drépanocytose. Il est défini par l'association de fièvre ou de symptômes respiratoires avec un infiltrat pulmonaire constaté sur une radiographie. Les mécanismes sont multifactoriels, pouvant inclure infection pulmonaire, embolie graisseuse, infarctus pulmonaire et hypoventilation, celle-ci pouvant être liée à une crise vaso-occlusive ou un surdosage en opiacé.
Le syndrome thoracique aigu s'exprime le plus souvent par une toux, une douleur thoracique, une dyspnée et une fièvre. La radiographie thoracique montre le plus souvent une condensation pulmonaire. La biologie peut montrer une baisse de l'hémoglobine et des plaquettes ainsi qu'une hypoxémie. La survenue peut être rapide et l'aggravation précoce. Cette pathologie peut évoluer vers une insuffisance respiratoire, une défaillance multiviscérale ou un accident vasculaire cérébral. C'est une des causes les plus fréquentes d'hospitalisation et de décès au cours de la drépanocytose.
Le traitement associe une surveillance rapprochée, une hydratation adaptée, la prise en charge de la douleur, un traitement anti-infectieux, une kinésithérapie respiratoire et éventuellement une oxygénothérapie et une transfusion sanguine, voire l'instauration d'une ventilation mécanique. La prévention du syndrome thoracique aigu peut faire intervenir une antibioprophylaxie, une vaccination, un traitement par hydroxyurée, un programme transfusionnel voire une greffe de moelle osseuse.

## Origine
La drépanocytose est une maladie caractérisée par une hémoglobine anormale dans les globules rouges, dénommée hémoglobine S. Cette molécule peut polymériser dans certaines conditions, et les globules rouges sont alors déformés et peuvent s'agglutiner.

### Mécanisme général
Le syndrome thoracique aigu est défini comme une pathologie aiguë caractérisée par une fièvre ou des symptômes respiratoires en association avec un infiltrat pulmonaire constaté sur une radiographie. Son installation peut être relativement rapide. Les causes sont multifactorielles, incluant infection pulmonaire, embolie graisseuse, infarctus pulmonaire et hypoventilation induite par des douleurs ou une administration de sédatifs.
Dans tous les cas, la lésion initiale entraine une baisse de l'oxygénation alvéolaire. Ceci a pour conséquence la polymérisation de l'hémoglobine S. De ce fait, le débit sanguin pulmonaire diminue, ce qui augmente la vasoocclusion. Ainsi, une hypoxie encore plus sévère s'installe dans un cercle vicieux. Parmi les mécanismes possibles, il est montré que l'expression de vascular cell adhesion molecule 1 (VCAM 1) est favorisée en cas d'hypoxie. Et cette molécule contribue à augmenter l'adhésion des globules rouges à l'endothélium et l'occlusion de la circulation, ce qui conduit également à l'hypoxie.

### Hypothèses causales
Une infection est retrouvée jusqu'à un tiers des cas lorsqu'une enquête poussée est effectuée. Elle est plus fréquente chez l'enfant, et une infection virale est la principale cause de syndrome thoracique aigu chez l'enfant. Le virus le plus souvent retrouvé est le virus respiratoire syncytial. La bactérie la plus fréquente est Mycoplasma pneumoniae chez l'enfant, et Chlamydophila pneumoniae chez l'adulte. D'autres virus sont retrouvés, ainsi que d'autres bactéries, telles que Staphylococcus aureus, Streptococcus pneumoniae ou Haemophilus influenzae.
Une embolie graisseuse a pu être mise en évidence dans des autopsies, et des macrophages spumeux peuvent être retrouvés dans du liquide bronchoalvéolaire et des expectorations. L'embolie graisseuse se forme au cours de la nécrose de la moelle osseuse lors d'une crise vasoocclusive osseuse. Elle est relarguée dans la circulation sanguine pour atteindre la circulation pulmonaire.
Un infarctus pulmonaire se forme du fait d'une occlusion microvasculaire.
La douleur dans le cas d'un infarctus costal peut restreindre les mouvements respiratoires et entrainer une hypoventilation. D'autres situations favorisent l'hypoventilation, comme le surdosage en opiacé et la sortie d'une anesthésie générale lors d'une période postopératoire.

## Épidémiologie
Le syndrome thoracique aigu est la deuxième cause d'hospitalisation au cours de la drépanocytose, et une cause importante de décès. C'est la troisième cause de décès chez l'adulte drépanocytaire en Grande Bretagne au début du 21e siècle.
Le syndrome thoracique aigu est plus fréquent chez l'enfant que chez l'adulte, et en cas d'antécédent d'asthme. Un antécédent de syndrome thoracique aigu augmente le risque de survenue d'un nouvel épisode. Un syndrome thoracique aigu peut se développer dans les suites d'une crise vasoocclusive, typiquement 24-72 heures après le début d'un épisode douloureux. Il peut également survenir en postopératoire, notamment après chirurgie abdominale.

## Clinique
Les symptômes les plus fréquents sont la toux, la douleur thoracique et la dyspnée. La douleur peut être de type pleurale, costale ou sternale. Des frissons, des sifflements respiratoires ou des hémoptysies peuvent également survenir. Chez l'enfant, les symptômes les plus fréquents sont la fièvre, la toux et les sifflements respiratoires tandis que chez l'adulte, ce sont plutôt la douleur et la dyspnée.
L'examen clinique peut retrouver fièvre, tachycardie, baisse de la saturation en oxygène en oxymétrie de pouls, tachypnée, sibilants, matité à la percussion, crépitants, ronchi, frottement pleural, détresse respiratoire avec tirage intercostal et battement des ailes du nez chez l'enfant. L'examen clinique peut cependant être sans anomalie, plus particulièrement chez l'enfant.

## Examens complémentaires
Les examens complémentaires intéressants pour le diagnostic et la prise en charge sont la radiographie thoracique, la biologie sanguine et la recherche d'infections.

### Imagerie
La radiographie thoracique montre typiquement une condensation segmentaire, lobaire ou multilobaire, touchant habituellement les lobes inférieurs. D'autres signes peuvent être une atélectasie ou un épanchement pleural. Chez l'enfant, les lobes inférieurs sont moins souvent touchés et l'épanchement pleural est moins fréquent.
Les signes radiographiques sont souvent d'apparition décalée avec les signes cliniques. Ainsi il peut être utile de réitérer un examen initialement normal.
D'autres examens d'imagerie comme un scanner ou une scintigraphie pulmonaire de ventilation-perfusion sont parfois effectués dans des études. La fibroscopie bronchique avec lavage bronchoalvéolaire est parfois effectuée chez les patients intubés et sous ventilation mécanique.

### Biologie
La numération formule sanguine peut montrer une baisse de l'hémoglobine et des plaquettes. La numération des réticulocytes affirme en principe le bon fonctionnement médullaire. Le suivi des fonctions rénale et hépatique peut être utile car le syndrome thoracique aigu peut se compliquer d'une défaillance multiviscérale. La protéine C-réactive (CRP) peut être élevée.
La détermination du groupe sanguin et la recherche d'agglutinine irrégulière peut être utile en prévision d'une éventuelle transfusion, d'autant que l'allo-immunisation des globules rouges est fréquente au cours de la drépanocytose.
Le dosage des gaz du sang artériel peut être utile en cas de baisse de la saturation en oxymétrie de pouls. Il peut montrer une hypoxie ou une hypercapnie. Sa réalisation en air ambiant est préférable.

### Recherche d'infection
Une hémoculture peut être faite en cas de fièvre.
Des sérologies pour Mycoplasma pneumoniae, Chlamydophila pneumoniae et Legionella peuvent être effectuées. Ce dernier peut également être recherché par antigénurie. Mycoplasma peut par ailleurs être suspecté en cas d'agglutination des globules rouges sur le frottis sanguin ou en cas de présence d'agglutinines froides.
Une recherche de virus peut être faite par polymerase chain reaction (PCR) ou immunofluorescence sur expectoration ou sécrétion pharyngée. Parmi les virus qui peuvent être recherchés, peuvent être cités les [[virus de la grippe|virus de la grippe]] A ou B, le métapneumovirus, l'adénovirus, le virus parainfluenza et le virus respiratoire syncytial.

## Évolution
La gravité est variable, plus importante chez l'adulte. Le syndrome thoracique aigu peut être grave pour tous les génotypes drépanocytaires ; la gravité observée est du même ordre en cas de forme homozygote ou hétérozygote composite avec l'hémoglobine C. Les prédicteurs de gravité sont l'aggravation de l'hypoxie, l'augmentation de la fréquence respiratoire, la baisse du taux de plaquettes, la baisse de l'hémoglobine, l'atteinte de plusieurs lobes en radiographie et la survenue de complication neurologique.
Le syndrome thoracique aigu peut évoluer vers un syndrome de détresse respiratoire aiguë et, rarement, vers une défaillance multiviscérale. La progression vers l'insuffisance respiratoire aiguë peut être rapide. Un syndrome thoracique aigu récent est par ailleurs un facteur de risque d'accident vasculaire cérébral clinique ou silencieux et d'encéphalopathie postérieure réversible. La principale cause de décès est une insuffisance respiratoire aiguë. D'autres causes incluent une hémorragie pulmonaire, un cœur pulmonaire, un sepsis et un accident vasculaire cérébral.
Les séquelles du syndrome thoracique aigu peuvent comporter une cicatrice, une fibrose pulmonaire ou un « poumon chronique drépanocytaire » avec diminution de la fonction pulmonaire.

## Traitement
La prise en charge du syndrome thoracique aigu passe par un traitement précoce, dans le but de prévenir l'aggravation, d'obtenir une résolution la plus rapide de l'insuffisance respiratoire aiguë, et potentiellement de minimiser les séquelles. Une coopération entre hématologie, médecine aiguë et réanimation est essentielle pour une prise en charge optimale.

### Mesures générales
La fréquence cardiaque, la pression artérielle, la fréquence respiratoire et la saturation peuvent être surveillées fréquemment. Le suivi des gaz du sang artériel et de la radiographie thoracique dépendent de l'évolution. La numération formule sanguine, l'urée, les électrolytes et la fonction hépatique peuvent aussi être surveillés.
Le traitement comporte une hydratation intraveineuse, en évitant toute surcharge pouvant conduire à un œdème pulmonaire. Chez l'adulte, la prophylaxie des thromboses veineuses est préconisée. Un passage en réanimation peut être indiqué en cas de dyspnée sévère, d'aggravation de l'hypoxie, ou de survenue d'une acidose respiratoire.

### Antalgique
La prise en charge de la douleur est utile, permettant en principe de diminuer la restriction ventilatoire en cas de localisation costale, sternale ou rachidienne. Cependant, en cas d'utilisation d'opiacé, il est important d'éviter tout surdosage qui pourrait engendrer une hypoventilation alvéolaire et favoriser l'aggravation du syndrome thoracique aigu.

### Anti-infectieux
Un traitement anti-infectieux est souvent mis en place, tenant compte du fait qu'une infection est difficilement écartée. Le traitement correspond alors à celui d'une pneumonie grave, avec prise en compte des germes atypiques tels que Mycoplasma et Chlamydophila. Le virus de la grippe A H1N1 est également pris en compte en cas de suspicion ou de preuve de sa participation.

### Transfusion
La transfusion, selon le résultat d'études observationnelles, peut entrainer une amélioration clinique, radiologique et de l'oxygénation. Il a été observé un effet similaire sur l'oxygénation pour l'échange transfusionnel. Cette dernière technique pourrait avoir d'autres bénéfices étant donné qu'elle permet de diminuer le nombre d'hématies falciformes circulantes.
Le recours à la transfusion est envisageable en cas d'hypoxémie. L'échange transfusionnel peut être utilisé dans les cas graves en cas d'échec de la transfusion ou si le taux d'hémoglobine est relativement élevé (pour un patient drépanocytaire). Le taux d'hémoglobine est à surveiller, avec celui d'hémoglobine S en cas d'échange transfusionnel.

### Traitement respiratoire
Outre un éventuel traitement par oxygène, la spirométrie incitative et la kinésithérapie respiratoire pourraient favoriser une meilleure évolution. En cas d'insuffisance respiratoire aiguë, une ventilation non invasive peut être mise en place. Une ventilation invasive après intubation trachéale peut être effectuée notamment en cas de poursuite de l'aggravation respiratoire ou de trouble de conscience.
D'autres traitements sont parfois utilisés. Un bronchodilatateur peut être instauré en cas de besoin. L'inhalation d'oxyde nitrique a été rapportée. Un traitement par corticoïde peut être utilisé en cas d'asthme associé.

## Prévention
Le risque de syndrome thoracique aigu est possiblement réduit par l'antibioprophylaxie, la vaccination antigrippale ainsi que l'évitement du tabac. Un traitement par hydroxyurée permet de diminuer l'occurrence du syndrome thoracique aigu chez les enfants, et chez les adultes ayant des douleurs sévères récurrentes. Elle peut être utilisé en cas d'antécédent d'épisode sévère ou de forme récidivante.
Un programme de transfusion est associé à une diminution de survenue du syndrome thoracique aigu, et peut être considéré comme une alternative en cas d'inefficacité de l'hydroxyurée. Cependant, cette méthode est associée à la survenue d'une surcharge en fer, aussi l'association à un traitement chélateur est à envisager. Par ailleurs, chez les patients devant avoir une chirurgie, une transfusion en période pré-opératoire permet de réduire le risque de syndrome thoracique aigu postopératoire.
Chez l'enfant, la greffe de moelle osseuse peut être envisagée en cas d'échec de l'hydroxyurée.